# Phlegra Montes

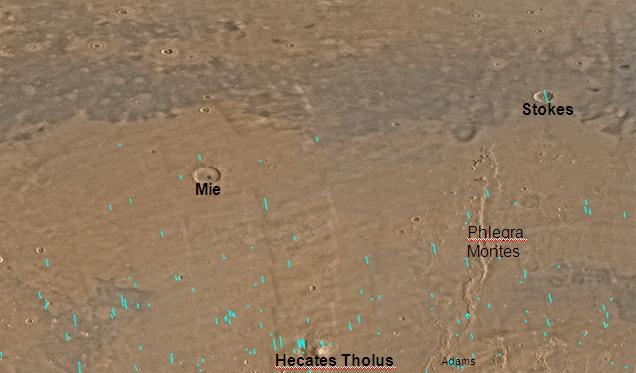
Obszar Phlegra Montes

Phlegra Montes – górzysty region na Marsie o długości 1350,65 km. Phlegra Montes rozciągają się od 29,05° do 51,57° szerokości północnej oraz od 200,26° do 192,74° długości zachodniej, a ich centrum jest położone na 40,4° szerokości północnej i 196,29° długości zachodniej (♂ 40,40°N 196,29°W/40,400000 -196,290000).
Phegra Montes rozciągają się od północno-wschodniej części wulkanicznej wyżyny Elysium w kierunku północnych nizin. Góry te nie są pochodzenia wulkanicznego, lecz powstały na skutek działania w przeszłości sił tektonicznych, które je wypiętrzyły. Prawie każda góra znajdująca się w tym rejonie jest otoczona przez otoczkę z gruzu charakterystyczną dla płaskowyżów i gór na tej szerokości geograficznej Marsa. Materiał ten osunął się zapewne w dół stoków górskich przypominając gruz skalny nagromadzony wokół ziemskich lodowców. Może to wskazywać na obecność w tym rejonie lodu wodnego na głębokościach nie większych niż 20 metrów.
Nadana w 1973 roku przez Międzynarodową Unię Astronomiczną nazwa tego pasma pochodzi z mitologii greckiej i oznacza mityczne miejsce, w którym Zeus obalił gigantów zakończając gigantomachię.